# Ronna Romney McDaniel
Pour les articles homonymes, voir Ronna, Romney et McDaniel.
Ronna Romney McDaniel, née le 20 mars 1973 à Austin (Texas), est une femme politique américaine. Elle est présidente du Comité national républicain du 19 janvier 2017 au 8 mars 2024.

## Biographie
Ronna McDaniel est la petite-fille de l'homme d'affaires George W. Romney, gouverneur du Michigan de 1963 à 1969 puis secrétaire au Logement et au Développement urbain des États-Unis de 1969 à 1973 sous Richard Nixon, ainsi que la nièce de Mitt Romney, gouverneur du Massachusetts de 2003 à 2007 et sénateur de l'Utah au Congrès des États-Unis depuis 2019.
Présidente du Parti républicain du Michigan du 21 février 2015 au 19 janvier 2017, elle succède le même jour à Reince Priebus, qui prend ses fonctions de chef de cabinet de la Maison-Blanche le lendemain, à la tête du Comité national républicain (RNC). Dans ce rôle, elle se fait remarquer pour son fort alignement avec la politique du président Donald Trump. 
En février 2021, elle met en place un comité pour l'intégrité des élections, composé de membres du Comité national républicain et d'experts des réformes électorales, afin de tirer des enseignements des scrutins de 2020.
En février 2024, lors des primaires présidentielles de 2024, Donald Trump demande la démission de Ronna McDaniel. Elle démissionne en mars 2024 après que Trump soit assuré d'être le candidat du parti lors de l'élection présidentielle,.